# 亨利·史匹拉
在

## 活動

### 新聞工作和人權運動
在20世紀50年代和60年代，史匹拉用亨利·吉塔諾（Henry Gitano）的名義，在SWP的報紙「武裝分子」和其他左派刊物發表言論。1955年，他在印第安那州的新城堡舉行了一次聯合汽車工人罷工，罷工的工人受傷，政府宣布戒嚴。1956年，他在公共汽車抵制期間，大量地撰寫關於蒙哥馬利、阿拉巴馬州、塔拉哈西和佛羅里達州的民主運動；以及在1960年代，打擊隔離主義和投票權等較大的抗爭行動。他的行事風格廣為人知，他總是直接與參與抗爭的人交流他們的故事，以建立勞工和民權運動之間橋樑。 :18–19
在1958年至1959年間，好戰分子發表了一系列文章，是關於在局長埃德加·胡佛的領導下，聯邦調查局濫用權力的文章。辛格認為，這一系列的社會主義報導，對特定的讀者群的影響更為廣泛，此一事件教會了史匹拉一件事：「仔細的研究大型組織所說和所做的，通常會引起內部矛盾。」":26
1958年，菲德爾·卡斯楚和他的追隨者，驅逐了弗爾亨西奧‧巴蒂斯塔。不久之後，史匹拉前往古巴，寫下他所親眼目睹的整體變革，「鮮明的反映了早期的革命，美國對卡斯楚的敵意迫使他加入蘇聯軍，且鎮壓反對派。」史匹拉是第一個前往古巴的美國記者，並在革命後對卡斯楚進行了採訪。 [5]他的報導讓SWP和其他左派成員為古巴委員會組成公平組織（Fair Play），此作為讓美國人了解古巴，以防止美國入侵。在豬灣事件前兩週，史匹拉曾告誡古巴委員會，美國中情局與古巴流亡者進行交涉。 :28–29
在1960年代初期，史匹拉也參與了NMU民主委員會。在此一時期，反對派面臨工會總裁約瑟夫·柯蘭 (Joseph Curra)的支持者毆打和暴力的威脅。史匹拉揭發柯蘭「剝削」工會成員的方式，啟發了NMU和其他工會內的異議派和一般員工。":35–40
1958年，他以成人學生的身份畢業於紐約布魯克林學院；自1966年於紐約的高中開始教英國文學，他的學生們來自貧民區。[1]

### 動物權行動
史匹拉告訴紐約時報，他在1973年首次對動物權感到興趣，當時是照顧尼娜(一位朋友的貓) 令他「開始懷疑，關懷一隻動物，同時將刀叉放在另一隻動物上的正當性」。
大約在同一時期，他在衛報（紐約的左派報紙，現已停刊）上看到歐文·西爾伯的專欄，其中有關1973年4月5日，澳大利亞哲學家彼得·辛格（Peter Singer）在紐約書評中的一篇文章。辛格的文章是關於動物、人類和道德（1971）此書的回顧，作者為三位牛津哲學家：約翰·哈里斯（John Harris）和羅斯林德（Roslind） 斯坦利·戈德洛維奇（Stanley Godlovitch）。辛格認為這本書實為動物解放宣言，從而出現這個詞。
史匹拉深受辛格文章的啟發：「辛格指出在這個世界上，單單在美國，每年就有超過40億隻動物死亡。他們所遭受的痛苦是劇烈的、廣泛的、擴大的、有系統性和社會合法性的。而且，受害者無法組織起來維護自己的利益，我覺得動物解放是我對生命一切邏輯上的延伸──同樣是無力的、弱勢群體、受害者以及被支配和受壓迫的生命。

1974年，他創立了動物權國際（ARI），致力向使用動物的公司施加壓力。他被認為秉持「重整羞恥」（reintegrative shaming）的觀念，意味著透過與他們合作（通常是私底下）來鼓勵對方改變，而不是公開誹謗醜化對方。社會學家萊爾·門羅(Lyle Munro)寫道，史匹拉竭盡全力避免使用宣傳來羞辱這些公司，僅將其用為最後的手段。

1976年，他帶領ARI進行抗議行動，反對美國自然歷史博物館對貓咪進行了長達20年的活體試驗，其研究是特定類型傷殘對貓咪性生活的影響。博物館於1977年停止了研究，史匹拉的抗議行被譽為是史上第一個成功停止動物實驗的運動。
另一個著名的抗議行動是針對化妝品巨頭露華濃(Revlon)的德雷茲測試，這種實驗渉及將測試物質滴入動物的眼睛，通常是兔子，以確定它們是否具有毒性。1980年4月15日，史匹拉和ARI在紐約時報上刊登一個全頁廣告，標題是：「露華濃為了美麗，弄瞎了多少兔子的眼睛？」之後在一年內，露華濃已經向基金會捐贈了75萬美元，用於尋找動物實驗的替代品，而後是雅芳（Avon）、必治妥施貴寶(Bristol Meyers)、雅詩蘭黛（Estée Lauder）、蜜絲佛陀(Max Factor)、香奈兒（Chanel）和玫琳凱化妝品（Mary Kay Cosmetics）也大量捐款，因此得以設立動物實驗的替代品中心。。
其他運動則是針對牛、家禽業和速食巨頭肯德基等品牌龍頭，他將肯德基桶和馬桶結合在一起。 史匹拉拍攝了一張在貝塞斯達海軍醫院（Bethesda Naval Hospital）椅子上，被監禁了數月的靈長類動物的照片，黑星線服務公司（Black Star Wire Service）向世界各地發送了這張照片。當印度首相英迪拉•甘地（Indira Gandhi）看到這張照片，他隨即取消對美國出口猴子，因為這張照片顯示出美國海軍違反了禁止對動物進行軍事研究的印度條款。
不過，史匹拉比較提倡循序漸進的改革方式，例如與麥當勞進行談判，以改善其供應商屠宰場的環境。他特別善於運用用諸如美國人道協會等大型動物福利機構的力量來推動他的運動。
於1998年死于食道癌 。